# Souad Bellakehal
Souad Bellakehal, née le 23 mars 1992, est une judokate algérienne.

## Carrière
Souad Bellakehal est médaillée d'argent dans la catégorie des moins de 63 kg aux Championnats d'Afrique de judo 2014 à Port-Louis et aux Jeux africains de 2015 à Brazzaville.
Elle évolue ensuite dans la catégorie des moins de 70 kg, remportant la médaille de bronze aux Championnats d'Afrique de judo 2017 à Antananarivo, la médaille d'argent aux Championnats d'Afrique de judo 2018 à Tunis et aux Championnats d'Afrique de judo 2019 au Cap, la médaille de bronze aux championnats d'Afrique 2021 à Dakar, puis la médaille d'argent aux championnats d'Afrique 2022 à Oran. Lors de ces derniers championnats, elle obtient aussi la médaille d'or par équipes.
Elle est médaillée d'argent dans la catégorie de moins de 70 kg aux Jeux panarabes de 2023.

## Palmarès
| Année | Compétition            | Lieu         | Résultat | Catégorie      |
| ----- | ---------------------- | ------------ | -------- | -------------- |
| 2014  | Championnats d'Afrique | Port-Louis   | 2e       | Moins de 63 kg |
| 2015  | Championnats d'Afrique | Libreville   | 5e       | Moins de 63 kg |
| 2015  | Jeux africains         | Brazzaville  | 2e       | Moins de 63 kg |
| 2017  | Championnats d'Afrique | Antananarivo | 3e       | Moins de 70 kg |
| 2018  | Championnats d'Afrique | Tunis        | 2e       | Moins de 70 kg |
| 2018  | Jeux méditerranéens    | Tarragone    | 5e       | Moins de 70 kg |
| 2019  | Championnats d'Afrique | Le Cap       | 2e       | Moins de 70 kg |
| 2021  | Championnats d'Afrique | Dakar        | 3e       | Moins de 70 kg |
| 2022  | Championnats d'Afrique | Oran         | 2e       | Moins de 70 kg |
| 2022  | Championnats d'Afrique | Oran         | 1re      | Par équipes    |
| 2023  | Jeux panarabes de 2023 | Alger        | 2e       | Moins de 70 kg |